# Bo Knape
Bo Knape, född 16 augusti 1949 i Göteborg är en svensk seglare.
Han seglade för Göteborgs KSS. Han blev olympisk silvermedaljör i München 1972.